# كوتشي تشال (مقاطعة فومن)
كوتشي تشال (بالفارسية: کوچی چال) هي قرية تقع في غيلان في إيران. يقدر عدد سكانها بـ 332 نسمة بحسب إحصاء 2016.